# 切萨拉
切萨拉（義大利語：Cesara），是意大利韦尔巴诺-库西亚-奥索拉省的一个市镇。总面积11平方公里，人口605人，人口密度55.0人/平方公里（2009年）。ISTAT代码为103022。